# Havanna (film)
Havanna (engelska: Havana) är en amerikansk långfilm från 1990 i regi av Sydney Pollack, med Robert Redford, Lena Olin, Alan Arkin och Tomas Milian i rollerna.

## Rollista
| Robert Redford     | – Jack Weil       |
| Lena Olin          | – Bobby Duran     |
| Alan Arkin         | – Joe Volpi       |
| Tomas Milian       | – Menocal         |
| Daniel Davis       | – Marion Chigwell |
| Tony Plana         | – Julio Ramos     |
| Betsy Brantley     | – Diane           |
| Lise Cutter        | – Patty           |
| Richard Farnsworth | – Professor       |
| Mark Rydell        | – Meyer Lansky    |
| Vasek Simek        | – Willy           |
| Fred Asparagus     | – Baby Hernandez  |